# Eva Melander
Eva Melander (Gävle, 25 de dezembro de 1974) é uma atriz sueca. Ela ganhou reconhecimento internacional pelo papel de Tina no filme Gräns, que foi selecionado como a representante sueco ao Oscar de Melhor Filme Estrangeiro.

## Filmografia parcial
- Flocking (2015)
- Border (2018)
- Charter (2020)